# Верхнее Побужье
«Ве́рхнее Побу́жье» (укр. «Верхнє Побужжя) — национальный природный парк, расположенный на территории Хмельницкого района Хмельницкой области.
Создан в 2013 году. Площадь — 108 000 га.

## История
Парк «Верхнее Побужье» был создан в 2013 году согласно указу Президента Украины Виктора Януковича с целью сохранения видов растений и животных, характерных для восточной части Подольской возвышенности.

## Описание
Национальный природный парк «Верхнее Побужье» расположен в верхней части бассейна реки Южный Буг и его верхних притоков — Бужок, Волк и т. п.
Парк перспективен для развития исторического туризма и этнотуризма Подолья.

## Природа
Под охраной — 19 видов растений, занесённых в Красную книгу Украины, 37 региональных редких видов, а также 17 видов фауны, которые занесены в Европейский Красный список.